# Наталин
Наталин (укр. Наталин) — село в Городищенской сельской общине Луцкого района Волынской области Украины.
До 2020 года входило в Гороховский район.
Код КОАТУУ — 0720882803. Население по переписи 2001 года составляет 191 человек. Почтовый индекс — 45751. Телефонный код — 3379. Занимает площадь 8,14 км².